# Knud Kjer
Knud Kjer (* 2. Oktober 1802 in Løsning; † 14. März 1865 in Skærbæk) war ein dänischer Missionar in Grönland, Pastor und Übersetzer.

## Leben
Knud Kjer war der Sohn des Pastors Jacob Kjer (1767–1849) und seiner Frau Abelone Møller (1769–1855). Er besuchte bis 1819 die Schule in Horsens und studierte anschließend Theologie an der Universität Kopenhagen. Er schloss das Studium am 8. April 1823 ab, wurde tags darauf zum Missionar in Sisimiut ernannt, war aber auch für Maniitsoq zuständig, wurde am 16. April ordiniert und heiratete Jacobine Cecilie Sotterup (1799–1824), Tochter des Propsts Poul Sotterup (1759–1814) und seiner Frau Anna Marie Sotterup (um 1767–1827). Seine Frau kam mit ihm nach Grönland, fuhr aber umgehend zurück und starb direkt danach. Daraufhin heiratete er am 7. Juli 1824 in Aasiaat die Haushälterin des Kolonialverwalters Caroline Christiane Røhr (1804–1874), Tochter des Kirchendieners Frederik Ludvig Røhr und seiner Frau Margrethe Cathrine Hansen. Aus dieser Ehe ging unter anderem der Sohn Jacob Kjer (1825–1905) hervor. Wegen Krankheitsgründen kehrte Knud Kjer 1831 nach Dänemark heim. 1833 wurde er zum Pastor im Tødsø Sogn und Erslev Sogn ernannt. 1838 wechselte er ins Skødstrup Sogn und Elsted Sogn. 1856 wurde er Pastor im Skærbæk Sogn, wo er bis zu seinem Tod 1865 im Alter von 62 Jahren wirkte.
Knud Kjer war ein begabter Sprecher des Grönländischen und veröffentlichte zwischen 1831 und 1856 fünf Bände mit selbstgedichteten und übersetzten Kirchenliedern. Daneben übersetzte er Gesellschafts-, Trink- und Vaterlandslieder, übersetzte 1837 den Expeditionsbericht von John Ross ins Dänische (Anden Opdagelsesreise til de nordlige Polaregne) und schrieb 1838 das Buch Kattængutigeek („Die zwei Brüder“).